# DMPS
Il DMPS o acido 2,3 dimercapto 1-propansolfonico, anche noto con il nome del suo sale sodico Unithiol, è un composto chimico di formula C3H8O3S3 che in condizioni standard si presenta come un solido di colore bianco dal cattivo odore.

## Storia
Venne sintetizzato per la prima volta da Petrunkin a Kiev. In passato è stato molto usato nell'URSS per trattare differenti intossicazioni.

## Caratteristiche strutturali e fisiche
Il DMPS è un acido alcansolforico, nello specifico l'acido propansolfonico, sostituito in posizione 2 e 3 da gruppi sulfanilici.
Il composto presenta le seguenti caratteristiche:
- 5 accettori di legami a idrogeno
- 3 donatori di legami a idrogeno
- 9 atomi pesanti
- 3 legami ruotabili
- un elemento stereogenico non identificato
- massa monoisotopica = 187,96355763 Da
- superficie polare = 64.8 Å²
- rifrattività = 41.3 m3/mol
- polarizzabilità = 17,08 Å3
- tensione superficiale = 63,1 ± 3,0 dyne/cm
- volume molare = 125,1 ± 3,0 cm³

La sezione d'urto è pari a:
- 134,49007 Å2 [M-H]-
- 137,1136 Å2 [M+H]+

- 145,79677 Å2 [M+Na]+

## Reattività e caratteristiche chimiche
Essendo un ditiolo vicinale ha un'elevata affinità per i metalli pesanti come l'arsenico.
Il composto presenta le seguenti constanti di dissociazione acida:
- pKa2 = 8.93 (25°C)
- pKa3 = 11,94 (25°C)

Altri parametri sono:
- ACD/LogD = -4.08 (pH 5.5), -4.12 (pH 7.4)
- ACD/BCF (pH 5.5) = 1
- ACD/KOC (pH 5.5) = 1

## Farmacologia e tossicologia

### Effetti del composto e usi clinici
È un agente chelante in grado di aumentare l'escrezione urinaria di mercurio in individui con un aumentato carico corporeo conseguente ad esposizione professionale o con amalgami dentari. In uno studio scientifico si afferma che il DMPS riduce i livelli ematici di piombo nei bambini.
La sua efficacia nel mobilizzare i metalli dal rene può essere dovuta al fatto che viene trasportato nelle cellule renali dal sistema di trasporto degli anioni organici. Il DMPS ha inoltre alcuni effetti protettivi, prolungando il tempo di sopravvivenza negli intossicati.
Uno studio del 2008 ha riportato un caso di sindrome di Stevens-Johnson (malattia potenzialmente molto grave) in un bambino sottoposto a chelazione con il DMPS. La sindrome di Stevens-Johnson è progressivamente scomparsa dopo avere cessato la terapia con il DMPS.
Studi in vivo hanno dimostrato che il DMPS presenta un chiaro effetto sinergico e aumenta significativamente l'attività antitumorale del cisplatino (CDDP) in termini di sopravvivenza e durata della vita in topi a cui sono state trapiantate cellule del sarcoma dei tessuti molli a dosi inferiori a <100 micromol/kg, ma non a dosi superiori a  >500 micromol/kg.
Il DMPS somministrato ad animali avvelenati da mercurio si è dimostrato inefficace nel rimuovere il mercurio dai tessuti e di ridurre il carico di mercurio inorganico dal cervello.

### Tossicologia
Il composto non è considerato pericoloso secondo il 2012 OSHA Hazard Communication Standard (29 CFR 1910.1200).

## Applicazioni
Il DMPS è stato utilizzato per valutare il carico corporeo del mercurio inorganico rilasciato dagli amalgami dentali e dell'arsenico ingerito con l'acqua potabile. È stato inoltre utilizzato sperimentalmente per determinare il carico renale di piombo e di mercurio inorganico.